# Compteur de passage cycliste

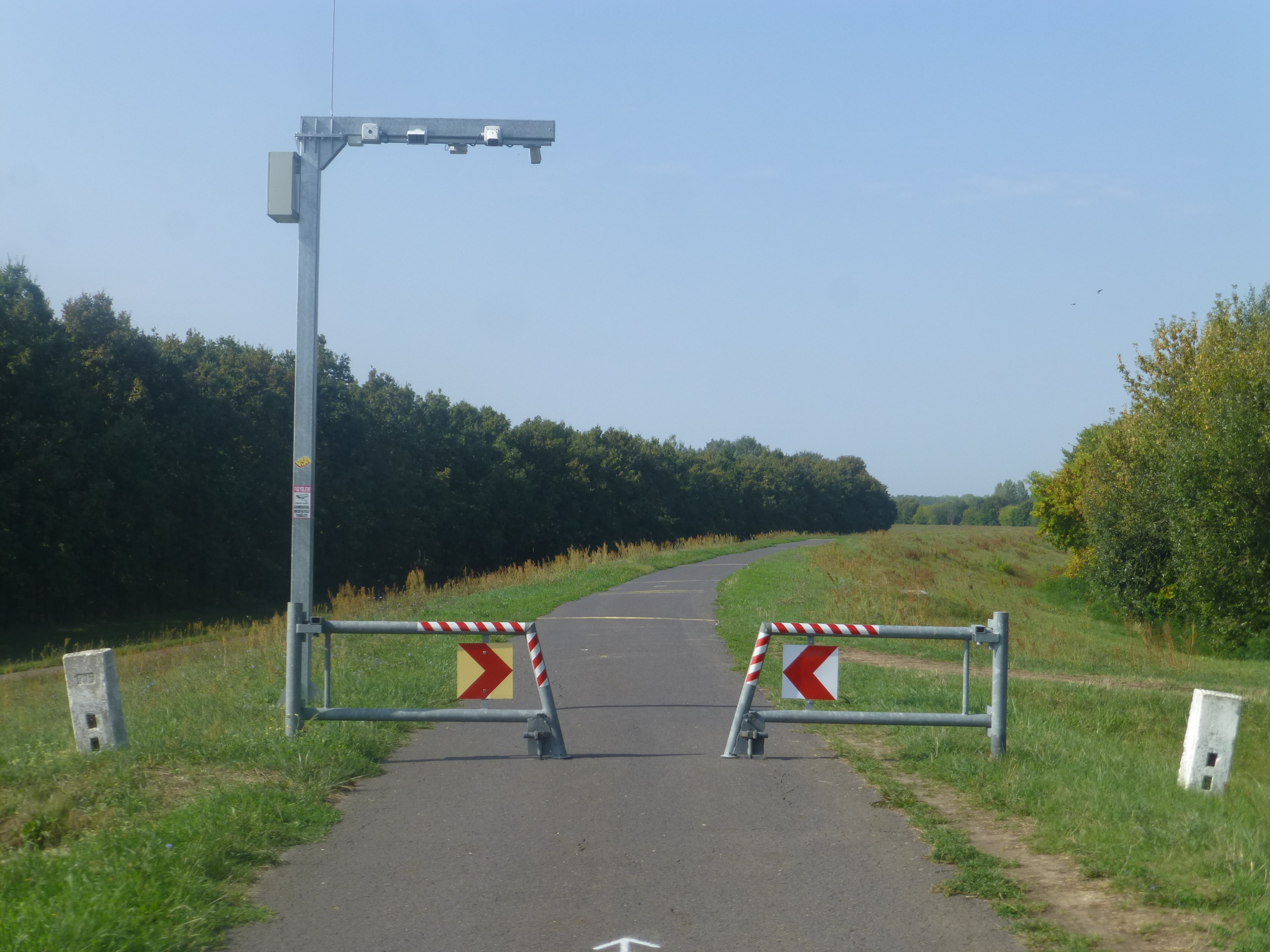
Compteur de vélo en Hongrie, EuroVelo 11

Un compteur de passage cycliste est un dispositif conçu pour compter les cyclistes utilisant des infrastructures. Il existe plusieurs techniques différentes pour détecter le passage d'un vélo sur la route. Chacune des techniques présentent des avantages et des inconvénients.
Une des façons d'utiliser l'information des compteurs est par exemple de l'afficher sur un dispositif de type baromètre cyclable.

## Technologies de comptage

### Boucles inductives
L'utilisation de boucles inductives est la méthode la plus couramment employée pour effectuer du comptage cycliste. Des boucles sont sciées dans l'asphalte de la route (ou dans la terre du chemin) et l'ensemble est couplé à un système d'enregistrement. Les boucles détectent ensuite le passage des roues du vélo en tant qu'objet métallique et émettent un signal électrique.
Le compteur dispose de beaucoup d'avantages, dont une technologie éprouvée, de haute précision (plus de 90 %), une faible consommation d'énergie, la capacité de compter les groupes de cyclistes.
Cependant, les capteurs peuvent moins bien fonctionner quand il neige ou gèle. 

### Capteurs optiques
Les capteurs optiques sont constitués d'un câble optique installé dans un tube en caoutchouc passant dans l'asphalte. Lorsqu'un vélo passe sur la route, le tube contenant les capteurs est comprimé, ce qui génère de la lumière et déclenche le compteur.
Les avantages sont la haute précision des installations (plus de 90 %), mais le système peut rencontrer des dysfonctionnements lorsqu'il est recouvert de glace, car il est sensible au gel.